# Veiligheidsregio Haaglanden

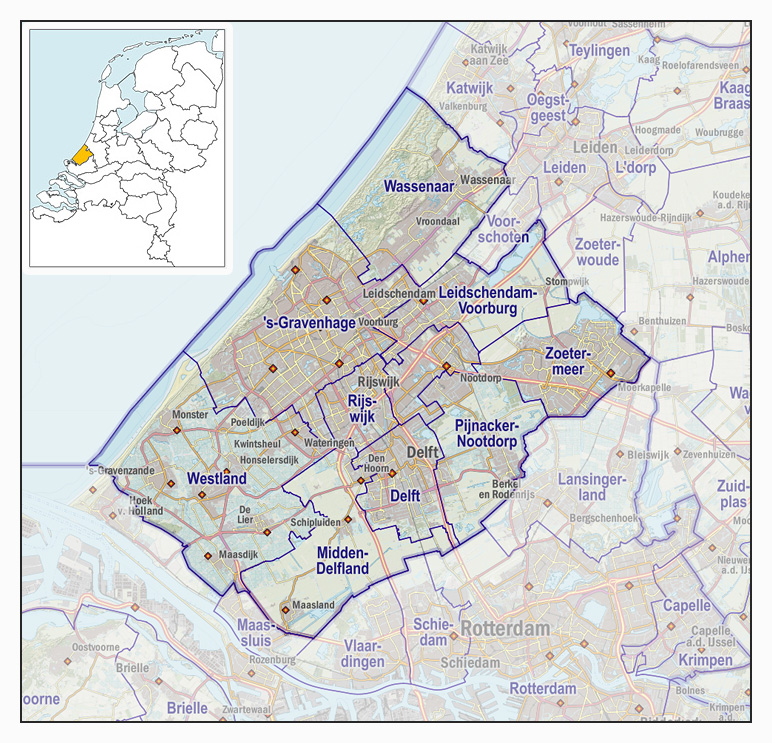
Veiligheidsregio Haaglanden, indeling van gemeenten en indruk van het landschap (2017)

De Veiligheidsregio Haaglanden (VRH) is een Nederlandse veiligheidsregio die de gemeenten Delft, Den Haag, Leidschendam-Voorburg, Midden-Delﬂand, Pijnacker-Nootdorp, Rijswijk, Wassenaar, Westland en Zoetermeer omvat. Het is een van de vier veiligheidsregio's die geheel binnen de Nederlandse provincie Zuid-Holland vallen.

## Regioprofiel
- Inwoners: 1.036.580 (2013, CBS)
- Landoppervlakte: 403,7 km²
- Deze regio herbergt veel regeringsgebouwen en koninklijke objecten, alsmede meer dan 100 ambassades.
- In Den Haag is het Internationale Vredespaleis gevestigd.
- Deze regio bevat het merendeel van de kasbouw in Nederland, geconcentreerd in de gemeente Westland.

## Risico's

### Terrein
- BRZO (Besluit Risico's Zware Ongevallen 2015) risicolocaties tussen Delft en Rijswijk. In de regio Rotterdam-Rijnmond liggen veel BRZO risicolocaties, die bij calamiteiten in de overheersende windrichting van deze regio liggen.
- De regeringsgebouwen, koninklijke objecten en ambassades liggen achter een relatief dunne duinenrij. Het thema overstromingen is actueel in de regio.
- In Delft staat op het terrein van de Technische Universiteit een kleine kweekreactor voor nucleaire energie.
- De regio ligt in de overheersende windrichting van het industriegebied Europoort (Port of Rotterdam), met veel petrochemische activiteit.
- De duinenrij in de gemeente Westland is zeer dun; (hoog)watermanagement is een actueel thema in de regio.
- Waterwinning in de duinen ten noorden van Den Haag.

### Infrastructuur
- Intensief vervoer van gevaarlijke stoffen over de snelwegen A4, A12 en A13 van en naar Europoort / Amsterdam / Duitsland.
- Vervoer van gevaarlijke stoffen over het spoor van en naar Europoort / Amsterdam / Duitsland.

### Sociaal-fysiek
- Attracties in Den Haag zoals Madurodam, Omniversum, Duinrell en de Pier van Scheveningen kunnen bij extreme warmte en drukte risico's opleveren voor openbare orde en veiligheid.
- Den Haag is demonstratiestad bij uitstek. Grote hoeveelheden demonstranten kunnen risico's opleveren voor openbare orde en veiligheid.
- Veel toerisme in het centrum van Delft kan bij warmte en grote drukte risico's opleveren voor openbare orde en veiligheid.

## Instanties
- Brandweer (Brandweer Haaglanden)
- GHOR
- Gemeenten: 9
  - Delft, Den Haag, Leidschendam-Voorburg, Midden-Delfland, Pijnacker-Nootdorp, Rijswijk, Wassenaar, Westland, Zoetermeer
- Provincie
- Politie
- Justitie
- Waterschappen: 2
- Rijkswaterstaat
- Ziekenhuizen
- Defensie
- Energiesector
- Reddingsbrigade